# Гекай Акбулут
Гекай Акбулут (нім. Gökay Akbulut; 16 листопада 1982) — німецька політикиня і соціолог. Наразі перебуває в Бундестазі (федеральному парламенті) як член лівої партії від ландтагу Баден-Вюртемберг.

## Молодість, освіта та професія
Акбулут народилася в Пінарбаші, Туреччина, в родині алевітських курдів.
Після закінчення середньої школи в Гамбурзі Акбулут вивчала політичні науки, соціологію та публічне право в Університеті Рупрехта-Карла в Гайдельберзі з жовтня 2003 до вересня 2008 року, та отримала ступінь магістра.
Гекай пройшла стажування в офісі Організації Об’єднаних Націй у Нью-Йорку в 2007 році, а також стажування у  парламенті Александра Ульріха та Хайке Гензель у Берліні. Під час навчання в університеті Акбулут також підробляла офіціанткою та оператором в call-центрі, щоб самостійно оплатити навчання. Пізніше вона працювала викладачем у сфері освіти з незаможною молоддю та біженцями. 
З 2012 по 2016 рік вона була незалежним викладачем у Mannheimer Abendakademie und Volkshochschule GmbH в місті Мангаймі.
З 2016 по 2017 рік працювала доповідачем з питань міграції та освіти у Фонді Рози Люксембург в Баден-Вюртемберзі, Штутгарт.

## Політична ангажованість
В молодості вона відвідувала багато курдських маніфестацій і пізнала солідарність лівих політиків. У 2006 році працювала в офісі Лівої партії.
З 2006 року Акбулут є членом Лівої партії Німеччини. З 2012 року вона  являться активним членом Лівої партії Мангейма, де вона була членом правління місцевої окружної асоціації Kreisverband Mannheim. З травня 2014 року по червень 2018 року Акбулут представляв Ліву партію як член муніципальної ради Мангейма (нім. Mannheimer Gemeinderat) у комітетах з питань освіти, інтеграції та безпеки. У 2016 році вона очолила основну виборчу кампанію як призначений головний кандидат на місцевих виборах у федеральній землі Баден-Вюртемберг. Акбулут є членом GEW Baden-Württemberg, Rosa-Luxemburg Stiftung та Attac.[джерело?] Крім того, вона віддає всі сили роботі з біженцями і є членом правління проекту для біженців «Mannheim sagt JA Flüchtlingshilfe» (Мангейм каже «так»), також входить до таких організацій: мережі курдських науковців , мережі курдських жінок. Була обрана до парламенту Німеччини у 2017 році.

## Членство в Парламенті
Акбулут вперше балотувалася на федеральних виборах 2017 року від імені своєї місцевої окружної асоціації (Landesverband Mannheim) і посіла третє місце в списку кандидатів від Landesverband Baden-Württemberg. У німецькому парламенті вона представляє свій місцевий виборчий округ Мангейм і є однією із шести членів парламенту від федеральної землі Баден-Вюртемберг та Лівої партії. Акбулут є речником з питань міграції та інтеграції від імені лівої фракції. Є дійсним членом Комітету з правових питань та захисту прав споживачів та заступником члена Комітету з внутрішніх справ. Акбулут також є дійсним членом підкомітету європейського права. Вона представляє ліву фракцію в німецько-турецькій, а також у німецько-грецькій парламентській групі німецького парламенту. Завдяки рокам активної роботи в курдських асоціаціях і її підтримці курдського руху Акбулут має хороші зв'язки по всій Європі. У 2017 році преса повідомляла, що Акбулут перебуває під наглядом Федерального відомства з охорони конституції через її прокурдську активність. Її звинувачували в контакті з курдськими організаціями, які нібито пов'язані з Робітничою партією Курдистану (РПК).

## Політичні погляди
Під час дебатів про можливу ратифікацію Німеччиною Глобального договору з міграції Акбулут була провідним голосом на підтримку ратифікації Договору Німеччиною, виступаючи проти позиції голови фракції Сахри Вагенкнехт. Акбулут розкритикувала суперечливі заяви Вагнекнехт на тему міграції та її участь у приватній кампанії Aufstehen.

Вона критично оцінює нинішній політичний порядок у Німеччині та хотіла б бачити ширші демократичні можливості. Вона воліла б, щоб економіка більше адаптувалася до демократії, замість того, щоб демократія адаптувалася відповідно до економіки. Гекай є противницею турецького уряду Реджепа Тайїпа Ердогана.